# Claudio Demartis
Claudio Demartis (Sassari, 15 marzo 1869 – Tempio Pausania, 12 marzo 1956) è stato un politico italiano.

## Biografia
Claudio Demartis nacque a Sassari il 15 marzo 1869, da Francesco, conservatore delle ipoteche, e da Giovanna Maria Spano. La famiglia sembra fosse però originaria di Tempio Pausania, dove infatti fece ritorno.
A Sassari Demartis compì anche tutto l'iter di studi, scoprì la politica e abbracciò la causa del socialismo: nel 1887-1888 promosse la costituzione del circolo universitario «Aurelio Saffi» di cui fu (in rappresentanza del movimento socialista), con Umberto Uras (radicale) e Luigi Falchi (repubblicano), uno dei tre dirigenti (li chiamavano i triumviri). Nella città turritana studiò alla Scuola di farmacia dove si diplomò (in quel tempo non era ancora istituito il corso di laurea) il 19 giugno 1892. Nel 1891-1892 Demartis fu a Roma per il servizio militare, dove ebbe modo di conoscere  — così egli racconta in un articolo del 1951 —, Benedetto Croce, Napoleone Colajanni, Ettore Ciccotti e soprattutto Antonio Labriola.
Nel settembre del 1892 ebbe il congedo. Rientrò quindi a Tempio Pausania, dove morì il 12 marzo 1956. Sposato con Giuseppina Pintus, ebbe cinque figli (Manlio, Francesco, Valeria, Walter, Ardito).

## Un socialista riformista
Claudio Demartis fu per circa sessant'anni il principale leader del Partito Socialista Italiano in Gallura e a Tempio Pausania, e in generale tra i protagonisti del socialismo in Sardegna. Fu lui a portare il verbo socialista in Gallura con la costituzione a Tempio, nel 1890, del Fascio operaio, forse il primo dell'Isola.
Demartis era però un socialista scomodo: era infatti un riformista quando il partito in Sardegna era attestato su posizioni massimaliste e rivoluzionarie. Il suo riformismo derivava innanzitutto dal suo bagaglio culturale. Non era di formazione marxistica, bensì democratico-radicale e mazziniana, vale a dire di ispirazione positivistica, e insieme repubblicana e patriottica. E questi caratteri non vennero meno anche dopo la sua accettazione dei principi socialisti. Le tesi marxiste furono perciò sempre da lui interpretate non come un dogma, ma in modo graduale e concreto, in relazione cioè all'ambiente in cui dovevano concretamente esplicarsi le lotte di emancipazione del proletariato. In una regione arretrata come la Sardegna, era inutile parlare di lotta di classe se ancora non c'era una coscienza di classe, ma occorreva prima "seminare" per favorire l'emancipazione sociale e culturale dei lavoratori.
Era quindi un riformista perché credeva nel valore della democrazia politica e nei suoi istituti amministrativi, ritenendo che le battaglie politiche andassero condotte sul piano della legalità e con gli strumenti democratici, in primis l'azione parlamentare; di qui nessuna rivoluzione proletaria violenta e nessuna dittatura del proletariato, a meno di non voler favorire le forze della reazione. Poi perché riteneva che i socialisti avrebbero dovuto collaborare con tutti coloro che condividessero la necessità di riforme volte a colmare il deficit di modernizzazione e di sviluppo del paese.
Altresì perché vedeva nello sciopero generale solo uno strumento sussidiario e subordinato all'azione parlamentare e credeva più nel sindacato (e non c'è contraddizione con quanto detto sullo sciopero) che nel partito. E infine era un riformista per lo stretto rapporto che stabiliva tra i temi sociali e quelli nazionali, fra classe e patria. Di qui il suo sostegno alla guerra contro la Libia nel 1912 e soprattutto all'intervento dell'Italia nella prima guerra mondiale. Dopo la fine della guerra, come tutti i riformisti, sarebbe stato fermamente contro «l'ubriacatura bolscevica».
Per affermare i valori del riformismo combatté una lunga e difficile battaglia dentro il PSI isolano la cui direzione fu sempre in mano ai massimalisti. Proporzionale al prestigio che si guadagnò nelle masse galluresi e nelle sedi istituzionali, come la Provincia dove fu deputato dal 1902 al 1914, e uno dei sette componenti la Deputazione provinciale dal 1910 al 1913, fu il fastidio con cui fu invece tollerato nel partito, dentro il quale non aveva remore a combattere battaglie in solitudine: come accadde al I Congresso regionale del PSI del 28 febbraio 1897, e come accadde al III congresso regionale del 6-8 settembre 1908, quando di fronte alla linea prescelta dal partito, che propugnava una politica di rigida intransigenza elettorale (ossia niente accordi con le altre forze politiche) e di dura lotta di classe, l'unica voce di dissenso fu la sua, tanto che si astenne al momento della votazione finale nel primo caso (addirittura poi fuoriuscendo dal partito, ed era la prima volta), mentre si assentò nel secondo caso.
Membro della massoneria, nel 1913, per coerenza con le sue idealità riformiste, si iscrisse alla sezione romana del Partito socialista riformista italiano fondato da Leonida Bissolati (leader del riformismo socialista con Ivanoe Bonomi e Filippo Turati) dopo la sua espulsione dal PSI al congresso di Reggio Emilia del 1912 per aver avallato la guerra contro la Libia. Era la seconda volta che Demartis abbandonava il partito di origine (e se non si fosse allontanato dal partito in quel momento, è probabile che ne sarebbe uscito in seguito al XIV congresso di Ancona del 26-29 aprile 1914, quando la nuova affermazione dei massimalisti-rivoluzionari decretò l'espulsione degli aderenti alla massoneria).
Innumerevoli le ricadute che i valori riformisti ebbero sul terreno dell'agire politico del leader tempiese. Non tutte furono lungimiranti. Non lo fu, per esempio, l'organizzazione del Congresso sardo del Libero pensiero svoltosi a Tempio Pausania dal 18 al 20 settembre 1908, che fece della città la vetrina dell'anticlericalismo isolano.
Quel congresso, tuttavia, rispondeva alla politica di intese da lui propugnata con le altre forze democratiche: assumendo l'anticlericalismo come elemento unificante e di sintesi, il massone Demartis si proponeva di rafforzare l'idem sentire con le varie forze antigovernative, e proporsi allo stesso tempo come l'elemento più capace di coagulare le varie istanze comuni (fu un errore, però, quello di ritenere che l'emancipazione popolare andasse di pari passo alla lotta contro la religione cattolica).
Assai più foriera di risultati fu invece la sua attività sindacale, il campo prediletto – come si è già accennato – del suo essere socialista. Gran parte delle sue energie vennero infatti positivamente profuse per il miglioramento delle condizioni lavorative e per sanare controversie sindacali e situazioni di crisi (specialmente nel settore del sughero) che, minacciando l'ordine pubblico, rischiavano di ripercuotersi negativamente sugli stessi lavoratori: a parte le innumerevoli vertenze locali, per dirne solo alcune, lo troviamo a Sassari nel settembre 1904 a parlare, insieme ad Antonio Catta, nel comizio di protesta indetto dalla Camera del lavoro al teatro civico contro i fatti di Buggerru, così come a Cagliari nel novembre 1909 a parlare insieme a Gino Pesci, segretario della locale CdL, sulla statalizzazione delle reti sarde.
Di grande importanza, accanto a quella sindacale, fu l'attività da lui svolta alla Provincia (attività anche questa tutta da ricostruire): per quanto concerne il settore sugheriero (di cui fu fino al secondo dopoguerra sicuramente uno dei più qualificati studiosi), fu su sua proposta che il consiglio provinciale deliberò, nel maggio 1909, la necessità di realizzare una scuola del sughero a Tempio Pausania, che poi però, dopo avviati contatti, rimase sulla carta (si veda Sandro Ruju, Il peso del sughero, Dessì, 2002); per quanto riguarda la modernizzazione delle strutture e infrastrutture connesse al sistema dei trasporti e dei collegamenti stradali in Gallura e tra la Gallura e le altre regioni sarde, fu per sua iniziativa che nacque la prima linea automobilistica che coprì, a partire dal 26 marzo 1911, la tratta Nuoro-Orosei-Terranova che strappava all'isolamento paesi e città, mettendole finalmente in agevole comunicazione; non solo: le insegne della corriera riportavano inizialmente la dicitura «Autotrasporti Claudio Demartis e C.» (in seguito al suo nome si affiancò quello del geometra di origini romagnole, ma da tempo tempiese d'adozione, Arturo Baravelli).
Quel marchio commerciale recante il suo nome sulla corriera, significava soprattutto la sua firma politica sullo sviluppo sociale, economico e culturale di una regione, un modo politicamente efficace per farsi “pubblicità” e suggellare la realizzazione di una lunga battaglia iniziata nel 1908 nei banchi del consiglio provinciale. La qual cosa nulla toglie al fatto che Demartis nemmeno disprezzasse di figurare e farsi all'occasione imprenditore (certo un fatto aberrante per i massimalisti). Come bene ha scritto Ruju, per lui «la lotta di classe e la collaborazione di classe non erano fenomeni incompatibili tra loro, ma piuttosto potevano completarsi e integrarsi in particolare sulle problematiche connesse agli aspetti produttivi»: fu così che non disdegnò di affiancare (e forse stimolò) quel gruppo di capitalisti che nel giugno 1912 si riunì a Roma per costituire la società «Il Sughero» per la lavorazione di quadretti e tappi, divenendo lui stesso proprietario di 10 azioni. (La redazione dell'atto costituivo fu steso presso lo studio romano di suo cugino, l'avvocato Raffaele Demartis, possessore di ben 50 azioni). Lo stabilimento venne inaugurato nel luglio 1913.
Di notevole interesse la sua attività di scienziato, che lo portò a brevettare un farmaco antimalarico, “l'antimalarico De Martis”, che presentò all'Esposizione Universale di Marsiglia, vincendo la Medaglia d'Oro. A questo fece seguito la produzione e la commercializzazione in Sud America del farmaco, che ebbe vasta diffusione, arrivando fino alla vendita del brevetto ad una nota Ditta farmaceutica Svizzera.
Un altro aspetto tipico del suo riformismo fu il suo impegno per l'educazione popolare; la qual cosa non rispondeva solo ad un'esigenza morale e filantropica, ma si saldava anche alla necessità di favorire la partecipazione elettorale di masse analfabete (il saper scrivere e leggere era condizione indispensabile per poter votare: di qui la fondazione di bibliotechine popolari nel territorio). Per lui, infatti, la lotta all'analfabetismo era strettamente legata alle fortune politiche del socialismo (in questo era più vicino a Gaetano Salvemini che a Leonida Bissolati e Filippo Turati, ma in questo, come Salvemini, si sbagliava).
Non è un caso che fu proprio nel 1913, dopo ormai già oltre vent'anni di propaganda politica, che Demartis si candidò alle politiche senza successo contro l'onorevole radical-democratico Giacomo Pala, col quale nel passato aveva spesso condiviso l'opposizione contro le forze governative ma che, diversamente da lui, era cattolico e probabilmente godeva se non dell'appoggio, di una benevola neutralità da parte della Chiesa (è importante ricordare che l'anno precedente era stato finalmente concesso il suffragio universale maschile).
Proprio quando sembrava giunto il momento per Demartis di raccogliere i frutti della sua lunga e indefessa attività politica, sopraggiunsero invece altre due e più cocenti sconfitte elettorali: l'anno seguente, il 1914, non solo fu battuto alle elezioni comunali nelle quali s'era candidato a sindaco, ma perse anche il suo scranno alla Provincia (che deteneva dal 1902).
Il governo del comune fu conquistato dai frazionisti capeggiati dai fratelli Michele e Salvatore Ruzzittu di Arzachena (il secondo divenne sindaco e amministrò il comune fino al 1917), mentre il seggio elettorale in provincia gli fu invece “soffiato” dal professore e direttore scolastico Andrea Marcialis che, insieme all'industriale Ganau ed al ricco proprietario Campus, s'era schierato con i frazionisti.

## La "Grande guerra" e l'avvento del fascismo
Gli anni di Salvatore Ruzzittu sindaco di Tempio Pausania furono anche gli anni della prima guerra mondiale, avallata con forza da Demartis - lo si è accennato sopra - anche se per motivi ideali non tutti coincidenti con i nazionalisti: per lui, come per i socialisti riformisti di Bissolati e Bonomi (e così pure per un Salvemini), la guerra doveva essere condotta innanzitutto a fianco Francia e Inghilterra, cioè degli stati democratici, contro la Germania e l'impero asburgico che rappresentavano le forze della sopraffazione e dell'assolutismo; non solo: così condotta, la guerra non solo s'inseriva nel solco della tradizione risorgimentale perché mirava al compimento dell'unità nazionale con l'annessione del Trentino e della Venezia Giulia, ma aveva anche un ben preciso carattere democratico e internazionalista, prefiggendosi di costruire un nuovo ordine internazionale di pace e di favorire l'espansione della democrazia e del socialismo con l'emancipazione delle nazionalità oppresse.
Nel primo dopoguerra Demartis tornò a rappresentare, nel 1922-23, Tempio Pausania e la Gallura nel consiglio provinciale insieme ad Andrea Cugiolu (dal 1920 al 1922 alla Provincia era stato eletto invece Gavino Gabriel). Nelle aspre contese di quel tumultuoso dopoguerra - contrassegnate da un lato dal compattarsi delle vecchie forze di matrice liberale, e dall'altro dal consenso a favore delle nuove liste dei combattenti e dei sardisti, in una città, Tempio, che si trovava - fra le prime in Sardegna - ad essere sede del Fascio dei combattenti (1919), dei Fasci mussoliniani (1920), e di uno dei primi e più forti nuclei dell'appena nato partito comunista (1921), la rielezione dei due socialriformisti e massoni tempiesi fu un fatto non da poco: insieme a 6 deputati sardisti e 2 indipendenti, Demartis e Cugiolu rappresentarono infatti l'opposizione alla maggioranza costituita dai 30 deputati del «blocco liberale».
Segno che l'astro di Demartis e la forza del "suo" socialismo non s'erano spenti dopo le sconfitte elettorali del 1913 e del 1914. (Invece alle elezioni politiche del 1919 il nuovo clima politico era costato il seggio parlamentare al radicale Giacomo Pala che lo deteneva da ben 22 anni).
Intanto, a livello nazionale, anche la corrente riformista di Turati, Matteotti, Treves, Modigliani, fu espulsa dal partito - ormai in mano al settarismo dell'ala rivoluzionaria - al XIX congresso di Roma (1-4 ottobre 1922). I nuovi fuoriusciti fondarono il Partito Socialista Unitario (PSU). Non è improbabile che Demartis abbia aderito al nuovo partito riformista e che in quell'occasione (nel frattempo, nel 1920, era morto il fondatore del PSRI Leonida Bissolati) si sia ricomposta la frattura fra i riformisti di destra sardi, il cui giornale «Il Risveglio dell'isola» aveva assunto dal 18 dicembre 1921 il sottotitolo di «organo del partito riformista della Sardegna», e i riformisti del PSU).
I primi anni del regime lo videro coraggiosamente critico anche dalle pagine de «La Nuova Sardegna» contro i primi provvedimenti sulla scuola e il taglio dei finanziamenti per la rete stradale. Seguirono (dal 1925-1926) gli anni della dittatura e del totalitarismo fascista in cui Demartis (che era negli anni della maturità, quelli in cui avrebbe potuto dare un utile contributo alla causa del riformismo democratico), fu costretto a vivere distaccato dalla vita politica, ma rispettato, e insieme presumibilmente sorvegliato, dal regime.

## Il secondo dopoguerra
Caduto il fascismo, l'ormai vecchio (aveva settantaquattro anni) ma sempre dinamico riformista si trovò quindi a rappresentare il partito socialista, per nomina del prefetto, nella Deputazione provinciale dal 1944 al 1950 (e forse favorì la sua nomina proprio il fatto d'essere un riformista). In tale veste, il 28 agosto 1944, caldeggiò in seno alla Deputazione provinciale, anche se anacronisticamente, per la grave crisi economica legata al momento storico del paese, la realizzazione del porto di Palau.
Poco dopo la liberazione dell'Italia e la fine della seconda guerra mondiale, ricominciarono nuovamente nel partito i perenni contrasti fra la maggioritaria ala massimalista, schierata per una stretta intesa col PCI e in politica internazionale con l'URSS, e l'ala riformista, fermamente contraria. Nel gennaio 1947 ebbe luogo infatti la scissione di Palazzo Barberini, con l'uscita di Giuseppe Saragat dal partito e la fondazione del PSLI (poi PSDI). Ma il vecchio riformista Demartis, diversamente dal 1913, questa volta restò nei ranghi. Era vecchio e probabilmente stanco di scissioni. Preferì fare il “diverso” dentro il partito piuttosto che fuori: come quando, il 27 luglio 1946, levò la sua voce nella Deputazione provinciale per volgere «il pensiero commosso alla nostra grande madre l'Italia, che i quattro grandi vorrebbero ridurre allo stato di schiava».
Continuava a dire cose che altri nel partito socialista, e tanto più nel Partito Comunista Italiano, mai avrebbero detto. Ma a parlare era appunto un riformista col cuore di un vecchio garibaldino. Morì a Tempio Pausania il 12 marzo del 1956, qualche giorno prima del suo 87º compleanno.
NOTA. Guido Rombi, Il riformista. Claudio Demartis e il socialismo a Tempio e in Gallura. Una storia da rivedere e ancora da scrivere, in «Almanacco Gallurese», a. 2005, pp. 331–343.

## Scritti
- Proposte al Governo sui provvedimenti per la Sardegna. Relazione del consigliere provinciale Claudio Demartis, Sassari, Tip. U. Satta, 1906;
- Occorre dare all'Italia una scuola industriale del sughero, Sassari, Gallizzi, 1923, estratto da: "Nuova Sardegna", 1923, n. 207-208-209;